# Ляды (Ветковский район)
Ляды (бел. Ляды) — посёлок в Ветковском районе Гомельской области Беларуси. Входит в состав Радужского сельсовета.

## Административное устройство
До 9 апреля 2023 года входил в состав Шерстинского сельсовета.

## География

### Расположение
В 11 км на северо-запад от Ветки, 15 км от Гомеля.

## Транспортная сеть
Транспортные связи по просёлочной, затем автомобильной дороге Даниловичи — Ветка. Застройка деревянная усадебного типа.

## История
Основан в начале XX века переселенцами из соседних деревень. В 1926 году в Новосёлковском сельсовете Ветковского района Гомельского округа. В 1929 году жители вступили в колхоз. Во время Великой Отечественной войны 9 жителей погибли на фронтах. В 1959 году в составе совхоза имени 60-летия Октября (центр — деревня Новосёлки).

## Население

### Численность
- 2004 год — 2 хозяйства, 2 жителя.

### Динамика
- 1926 год — 34 двора, 205 жителей.
- 1940 год — 42 двора.
- 1959 год — 128 жителей (согласно переписи).
- 2004 год — 2 хозяйства, 2 жителя.